# ミダックホールディングス
株式会社ミダックホールディングス（英: MIDAC HOLDINGS CO., LTD.）は、静岡県浜松市に本社を置く産業廃棄物および一般廃棄物の処理・収集運搬を行う静岡県大手の廃棄物処理会社である。

## 概要
1952年（昭和27年）創業。産業廃棄物の中間処理、最終処分、収集運搬および一般廃棄物の中間処理、収集運搬を行っている。
社名の由来は、「水・大地・空気」の頭文字を取って「ミダック」としている。
産業廃棄物の中間処理、最終処分、収集運搬について、優良産廃処理業者認定制度に基づく優良確認・優良認定を得ている（収集運搬については、浜松市・静岡県・愛知県・三重県・岐阜県で取得している）。
2010年ごろから静岡県浜松市北区引佐町において、最終処分場を計画している。
2013年8月、厚生労働省静岡労働局長より、くるみんマーク（次世代法認定企業）を取得した。同年の静岡県内におけるくるみんマーク取得企業は13社であった。
2015年8月、厚生労働省静岡労働局長より、産業廃棄物処理業界で初のプラチナくるみんマーク（次世代法特例認定企業）を取得した。
2021年9月、商号を株式会社ミダックホールディングスに変更した。

## 沿革
- 1952年4月 - 静岡県浜松市にて小島清掃社を創業、同月に浜松市清掃課認可により一般廃棄物取扱業務を行う。
- 1964年7月 - 小島清掃社を法人化し、小島清掃株式会社を設立
- 1986年5月 - 浜松市に水処理施設を新設
- 1988年4月 - 浜松市に管理型最終処分場を新設
- 1996年7月 - 株式会社ミダックへ商号変更
- 1997年3月 - 本社工場内に特定有害産業廃棄物処理施設を増設
- 2000年3月 - 株式会社タクマと合弁で富士宮市に株式会社ミダックふじの宮を設立
- 2001年12月 - ISO14001の認証を取得、豊橋事業所（中間処理施設）を開設
- 2004年
  - 4月 - 浜松市に株式会社ミダックライナーを設立し、一般廃棄物収集運搬事業を譲渡
  - 7月 - 浜松市に株式会社ミダックホールディングスを純粋持株会社として設立
- 2010年4月 - 株式会社ミダックが株式会社ミダックホールディングスおよび株式会社ミダックライナーを吸収合併
- 2011年4月 - 株式会社ミダックふじの宮を完全子会社化
- 2012年3月 - 株式会社ミダックふじの宮を吸収合併
- 2013年1月 - 岐阜県関市に関事業所（中間処理施設）を開設
- 2015年
  - 3月 - 株式会社三晃の全株式を取得し、子会社化
  - 12月 - 株式会社三生開発の全株式を取得し、株式会社ミダックはまなとして子会社化
- 2017年12月 - 名古屋証券取引所市場第二部に株式を上場[1]
- 2018年12月 - 浜松市より新規管理型最終処分場の産業廃棄物処理施設設置許可を取得[11]。東京証券取引所市場第二部に株式を上場[12]
- 2019年12月 - 東京証券取引所および名古屋証券取引所市場第1部に指定替え[13]
- 2021年
  - 9月 - 株式会社ミダックホールディングスへ商号変更[10]
  - 10月 - 株式会社柳産業の全株式を取得し、子会社化[14]

## 事業所
- 本社（静岡県浜松市）
  - 本社事業所

　　　　産業廃棄物の中間処理（活性汚泥、凝集沈殿、脱水、中和、天日乾燥、油水分離）
　　　　特別管理産業廃棄物の中間処理（凝集沈殿、中和、油水分離）
- 呉松事業所（静岡県浜松市）

　　廃プラスチック類、木くず等の破砕処理
　　産業廃棄物（特定有害廃石綿等（アスベスト）含む）の管理型最終処分
- 豊橋事業所（愛知県豊橋市）

　　産業廃棄物および特別管理産業廃棄物の中間処理（汚泥、燃え殻等の処理）
- 富士宮事業所（静岡県富士宮市）

　　一般廃棄物、産業廃棄物、特別管理産業廃棄物の焼却処理
- 関事業所（岐阜県関市）

　　産業廃棄物および特別管理産業廃棄物の中間処理（凝集沈殿）

## 営業所
- 本社営業所（静岡県浜松市）
- 東京営業所（神奈川県川崎市）
- 富士宮営業所（静岡県富士宮市）
- 名古屋営業所（愛知県名古屋市）
- 一般営業所（静岡県浜松市）